# Boppeus acuticollis
Boppeus acuticollis är en skalbaggsart som beskrevs av Jean François Villiers 1982. Boppeus acuticollis ingår i släktet Boppeus och familjen långhorningar.
Artens utbredningsområde är Madagaskar. Inga underarter finns listade.